# Rivière Nestaocano
Der Rivière Nestaocano ist ein linker Nebenfluss des Rivière du Chef in der Verwaltungsregion Saguenay–Lac-Saint-Jean der kanadischen Provinz Québec.

## Flusslauf
Der Rivière Nestaocano fließt in der Verwaltungsregion Saguenay–Lac-Saint-Jean. Er hat seinen Ursprung in dem kleinen See Petit lac Delanne, 30 km südöstlich des Lac Albanel. Am Oberlauf liegt der Lac Delanne. Der Rivière Nestaocano fließt in südlicher Richtung durch den Kanadischen Schild im Westen der MRC Maria-Chapdelaine. Der Fluss erreicht nach etwa 160 km den Rivière du Chef, einen Nebenfluss des Rivière Ashuapmushuan.

## Kanu-Route
Eine Kanuroute führt über die unteren 90 km des Flusses zum Rivière du Chef.